# 堀內健
堀內健（1969年11月28日—），日本男性搞笑藝人、主持人。出身於神奈川縣橫須賀市。搞笑組合海王星成員，總裝傻兼吐槽擔當，搭檔有名倉潤和原田泰造。所屬經紀公司是渡邊娛樂。暱稱「堀健」（ホリケン）
特徵是童顏和尖銳的笑聲，性格幼稚，於節目上將女藝人"頭下腳上"抱起以頭髮掃地，引起女性觀眾不滿抵制。被東野幸治稱為「永遠的少年」、「彼得潘」。